# کرب اورکارد، ایلینوی
کرب اورکارد (به انگلیسی: Crab Orchard) یک حوزه سرشماری در ایالات متحده آمریکا است که در ایلینوی واقع شده‌است. کرب اورکارد ۳۳۳ نفر جمعیت دارد.